# رافائل جرباشیان
رافائل کریستاپوری جرباشیان (ارمنی: Ռաֆայել Քրիստափորի Ջրբաշյան؛ زاده ۲ ژوئن ۱۹۲۳ - درگذشته ۱۶ ژانویهٔ ۲۰۱۹) کارگردان تئاتر اهل ارمنستان بود.

## زندگی‌نامه
وی در ۲ ژوئن ۱۹۲۳ در کیسلوفودسک به دنیا آمد و از انستیتو دولتی هنری و نمایشی ایروان فارغ‌التحصیل گشت. وی همچنین برنده جوایزی همچون چهره هنری شایسته ارمنستان شوروی () و هنرمند مردمی جمهوری ارمنستان (۲۰۰۸) شد. وی در ۱۶ ژانویهٔ ۲۰۱۹ در سن ۹۵ سالگی در ایروان درگذشت.